# مهرشی
مهرشی (سانسکریت: महर्षि، آوانگاری: Maharṣi، ت. «پیغمبر بزرگ، قدیس بزرگ») واژه‌ای سانسکریت است که برای حکیمان باستانی هند با بالاترین رتبه، به کار می‌رود. آن‌ها در هند به‌عنوان پیغمبران شناخته می‌شوند، یعنی آن‌هایی که در تحقیقات خود به درک و تجربه طبیعت، خداگرایی و مفاهیم الهی وجود و قوانین حاکم بر این‌ها مشغول هستند.

## واژه‌شناسی
ریشه واژه مهرشی سانسکریت: महर्षि، آوانگاری: Maharṣi است و ترکیبی از سانسکریت: महा، آوانگاری: Mahā، ت. «بزرگ» و سانسکریت: ऋषि، آوانگاری: R̥ṣi، ت. «پیغمبر، قدیس» است.

## توضیحات و کاربرد
واژه مهرشی همچنین می‌تواند به پیغمبران یا حکیمان در هند اشاره کند. این عنوان در ادبیات انگلیسی قبل از سال ۱۸۹۰ محبوب شد و برای اولین بار در سال ۱۷۵۸ به کار گرفته شد.
معانی دیگری که برای ماهاریشی عنوان شده‌است، این لغت را به عنوان یک اسم جمع معرفی می‌کند که به هفت ریشی یا ساپتاریشی‌ها (از جمله مهرشی بهرگو) اشاره دارد که در اشعار ریگ‌ودا و متون مقدس پوراناها نقل شده‌است، یا هر یک از پیغمبران افسانه‌ای که در نوشته‌های ودایی مورد اشاره قرار گرفته‌اند و با هفت ستاره صورت بزرگ مرتبط هستند.
اگرچه برخی می‌گویند که فقط کسانی که در مسیر تکامل به بالاترین درجه از آگاهی می‌رسند و به‌طور کامل قدرت درک کار پرمبرهم را دارند، می‌توانند عنوان ماهاریشی را بپذیرند، اما باید توجه داشت که در مقابل تولکوهای تبتی، ماهاریشی‌ها نه توسط سازمان بزرگ تأیید شده‌اند و نه توسط هیچ نهاد مرجع دیگری که این عنوان را به آن‌ها بدهد، تصدیق شده‌اند؛ بنابراین، عنوان ماهاریشی عمدتاً توسط طرفداران یا منتقدان، اعم از افراد یا سازمان‌هایی که از عبادت‌کنندگان یا مریدان تشکیل شده‌اند، به آن‌ها اعطا می‌شود. مانند مهاتما گاندی که مردم به او لقب «مهاتما» یا روح بزرگ داده‌اند. در هر موردی که به گاندی اشاره شود، این لقب استفاده نمی‌شود، بلکه به‌عنوان احترام و ادب به گاندی به کار برده می‌شود و این انتخاب ممکن است به دلیل نظر و داوری شخصیِ فردی باشد که به گاندی اشاره می‌کند، یا به دلیل اعتبار یا احترام به نظرات برخی از افراد آشنا با شخصیت او باشد. در واقع، استفاده از عنوان مهاتما توسط دیگران، نشان دهنده احترام و تقدیر به شخصیت مهانداس گاندی است. علاوه بر این، برخی ادعا می‌کنند که ماهاریشی‌ها قادرند دیگران را به قدیس تبدیل کنند زیرا دانش کارکرد الهی را انتقال می‌دهند، اما در هرجایی که مهرشی را به‌عنوان یک لقب به کار می‌برند، انجام چنین کاری انتظار نمی‌رود.
از سری اوروبیندو (۱۸۷۲–۱۹۵۰) معمولاً به‌عنوان فردی متواضع یاد می‌شود، زیرا برعکس افرادی که تمام قدرت و جایگاه‌شان را از ربط دادن خودشان به اوروبیندو و تکرار نام او دارند، از عنوان نو ماهاریشی برای خود استفاده نمی‌کند، با این حال، سایر صاحب‌نظران و ناظران روحانی از او با این لقب یاد می‌کنند.
از آن‌جایی که مقاله ویکی‌پدیا سری اوروبیندو را با عنوان ماهاریشی توصیف می‌کند، سایت‌هایی در سراسر جهان که از عبارت ویکی‌پدیا استفاده می‌کنند، این لقب را برای او به کار می‌برند.
رامانا ماهارشی (۱۸۷۹–۱۹۵۰) حکیم هندی بود که فلسفه‌ای دربارهٔ مسیر رسیدن به خودشناسی و یکپارچگی شخصیت داشت که در کتاب‌هایی مانند کتاب‌های پال برونتون و نوشته‌های خودش مانند کتاب جمع‌آوری شده (۱۹۶۹) و چهل آیه دربارهٔ واقعیت (۱۹۷۸) به آن پرداخته شده‌است.
ماهاریشی ماهش یوگی (۲۰۰۸–۱۹۱۸) گورو هندی بود که به خاطر توسعه تکنیک مدیتیشن درون‌پویی متعالی و همچنین به خاطر ارتباطش با گروه بیتلز شناخته شده‌است.
عنوان ماهاریشی به والمیکی، پاتانجلی و دینندا سرسوتی نیز داده شده‌است.